# Gran Premio d'Austria 2022
Il Gran Premio d'Austria 2022 è stata l'undicesima prova della stagione 2022 del campionato mondiale di Formula 1. La gara si è tenuta domenica 10 luglio sul Red Bull Ring di Spielberg ed è stata vinta dal monegasco Charles Leclerc su Ferrari, al quinto successo in carriera; Leclerc ha preceduto all'arrivo l'olandese Max Verstappen su Red Bull Racing-RBPT e il britannico Lewis Hamilton su Mercedes.
All'intero weekend di gara hanno assistito 303 000 spettatori, nuovo record per il Gran Premio d'Austria al Red Bull Ring.

## Vigilia

### Aspetti tecnici
Per questo Gran Premio la Pirelli, fornitore unico degli pneumatici, offre la scelta tra gomme di mescola C3, C4 e C5, la tipologia di mescole più morbide che caratterizzano l'intera gamma messa a disposizione dall'azienda fornitrice degli pneumatici per il campionato, utilizzata l'ultima volta nel Gran Premio del Canada corso a metà giugno, di ritorno nel calendario del campionato mondiale di Formula 1 per la prima volta dalla stagione 2019. Per la seconda edizione consecutiva del Gran Premio dopo quella del 2021, l'azienda italiana nomina la stessa tipologia.
La Federazione conferma le tre zone del Drag Reduction System in uso dall'edizione 2018 della gara quando l'organo mondiale dell'automobilismo decise di aumentare sul circuito del Red Bull Ring a tre i tratti in cui utilizzare il dispositivo mobile, dopo le due precedenti zone utilizzate dal 2014, quando il circuito tornò a far parte del calendario mondiale, al fine di favorire i sorpassi. I piloti possono attivare l'ala mobile posteriore sul rettilineo principale, con detection point stabilito prima della curva 10, tra la curva 3 e la curva 4, con il punto di determinazione del distacco tra i piloti posto prima della curva 3, e tra la curva 1 e la curva 3, il nuovo tratto aggiuntivo introdotto in seguito, con punto per la determinazione del distacco fra piloti posto prima della curva 1.
Rispetto all'edizione 2021 del Gran Premio, dopo le modifiche al layout della pista per motivi di sicurezza con l'introduzione di una nuova chicane nel tratto compreso tra la curva 1 e la curva 2 in uso nel Motomondiale, variazione non comprendente della configurazione in uso nella Formula 1, il pannello luminoso numero 4, posto in precedenza sul lato destro del rettilineo tra queste due curve, viene spostato poco più indietro sul lato sinistro. Un nuovo pannello luminoso viene installato sul lato destro alla curva 2. La barriera di protezione tra la curva 2 e la curva 3 è stata riallocata per accomodare il nuovo layout in uso nel Motomondiale. La sezione del tracciato è stata riasfaltata.
La Federazione stabilisce che durante le qualifiche, la Sprint e la gara, in caso di mancata corretta percorrenza dell'uscita della curva 10 da parte dei piloti, quest'ultimi si vedono il tempo sul giro e immediatamente quello successivo cancellato dalla direzione gara. Alle squadre viene concesso di lasciare gli pneumatici avvolti nelle termocoperte e riscaldati fino a una temperatura massima di 30 °C durante le notti per ridurre al minimo ogni problema relativo al freddo visto le basse temperature dell'ambiente. Nella giornata del giovedì, la Williams utilizza il secondo dei sei coprifuochi concessi durante la stagione per effettuare le operazioni sulle proprie vetture. La scuderia britannica non riceve sanzioni.
Prima dell'inizio della sessione di prove libere del venerdì, sulla vettura di Lando Norris viene installata la terza unità relativa al motore a combustione interna, al turbocompressore, all'MGU-H, all'MGU-K e all'impianto di scarico. Sulla vettura di Charles Leclerc viene installata la seconda unità relativa al sistema di recupero dell'energia, sulla vettura di Zhou Guanyu la seconda unità relativa all'unità di controllo elettronico e sulla vettura di Mick Schumacher la quinta unità relativa all'impianto di scarico. Tutti i piloti non sono penalizzati sulla griglia di partenza in quanto i nuovi componenti installati rientrano tra quelli utilizzabili nel numero massimo stabilito dal regolamento tecnico. Sulla vettura di Valtteri Bottas viene installata la quarta unità relativa al motore a combustione interna, al turbocompressore, all'MGU-H e all'MGU-K, la terza unità relativa all'unità di controllo elettronico e la quinta unità relativa all'impianto di scarico. Il pilota finlandese dell'Alfa Romeo è costretto a partire dal fondo dello schieramento in quanto i primi cinque nuovi componenti installati superano quelli utilizzabili nel numero massimo stabilito dal regolamento tecnico.
La terza scatola del cambio viene installata sulla vettura di Max Verstappen e Charles Leclerc, mentre la quarta scatola del cambio viene installata sulla vettura di Valtteri Bottas e Zhou Guanyu. La terza trasmissione viene installata sulla vettura di Max Verstappen, Charles Leclerc e Valtteri Bottas. Tutti i piloti non sono penalizzati sulla griglia di partenza in quanto i nuovi componenti rientrano tra quelli utilizzabili nel numero massimo stabilito dal regolamento tecnico.
Prima dell'inizio della sessione di prove libere del sabato, viene stabilito che per motivi di sicurezza i piloti impegnati ad entrare nella pit lane devono tenersi a destra della linea bianca prima dell'ingresso ai box che inizia circa 50 metri prima della curva 9. Salvo casi di forza maggiore accettati dai commissari sportivi, l'attraversamento di qualsiasi parte di qualsiasi ruota, in qualsiasi direzione, della linea bianca prima dell'ingresso ai box o dell'area dipinta, tra l'ingresso dei box e la pista, da qualsiasi pilota che, a giudizio dei commissari sportivi, si fosse impegnato ad entrare ai box, è vietato.

### Aspetti sportivi

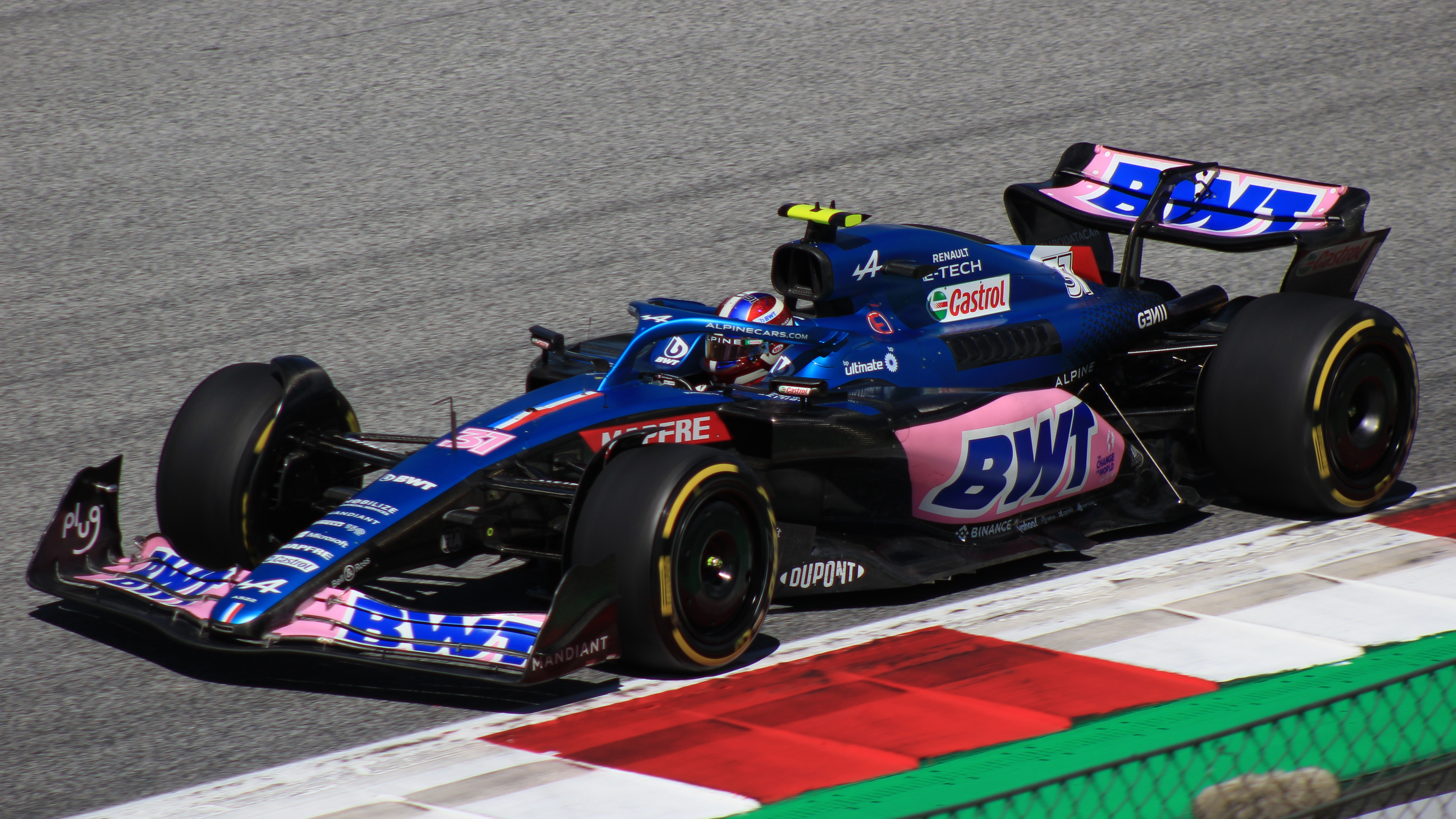
Esteban Ocon disputa a Spielberg il centesimo Gran Premio della carriera nonché il cinquantesimo con la scuderia di Enstone.

Il Gran Premio rappresenta l'undicesimo appuntamento stagionale a distanza di una settimana dalla disputa del Gran Premio di Gran Bretagna, decima gara del campionato. Per la quarta volta durante la stagione, la prima tra il Gran Premio del Bahrein, gara inaugurale della stagione, e il Gran Premio d'Arabia Saudita, la seconda tra il Gran Premio di Spagna e il Gran Premio di Monaco, e la terza tra il Gran Premio d'Azerbaigian e il Gran Premio del Canada, il mondiale vede la disputa di un Gran Premio a distanza di una settimana dall'altra. È la quinta gara complessiva del campionato nel vecchio continente, la seconda prova nel mese di luglio e quella d'intermezzo del calendario della stagione ridotto a 22 appuntamenti dai 23 inizialmente previsti, lo stesso numero record di Gran Premi che hanno caratterizzato la precedente stagione. Il contratto per la disputa del Gran Premio d'Austria nel calendario del campionato mondiale di Formula 1, sempre sul circuito del Red Bull Ring, ha una valenza fino al termine della stagione corrente. Sponsor del Gran Premio per questa edizione è la società svizzera produttrice di orologi Rolex, come già accaduto durante l'edizione del 2020. A differenza del calendario 2021, il Gran Premio d'Austria segue quello di Gran Bretagna. Sono attesi circa 305 000 spettatori nel corso del weekend di gara, il quale rappresenta il record assoluto per il Gran Premio. È consentita la capienza massima per gli spettatori sulle tribune dopo che nell'edizione precedente fu fissata con un limite di 90 000 spettatori a causa della pandemia di COVID-19.
Presente nel calendario del campionato mondiale di Formula 1 fin dalla stagione 1964 e valido quale prova della categoria dallo stesso anno, il Gran Premio d'Austria vede la disputa della sua quarantunesima edizione, la trentacinquesima valida per il mondiale, nel mese di luglio come nelle ultime due edizioni. Il circuito del Red Bull Ring, sede attuale della gara dal 1970, denominazione del tracciato in uso dal 2014, dopo le due precedenti di Österreichring tra il 1970 e il 1987 e A1-Ring tra il 1997 e 2003, è il tracciato ad aver ospitato tutte le edizioni della gara, tranne quella inaugurale del 1964, su diverse configurazioni, la cui la più recente in uso dalla categoria dal 1997. Durante l'edizione del 2017 la leggera piega prima dell'attuale curva 3 fu classificata come la seconda curva del tracciato, uniformandosi a come stabilito in precedenza nel Motomondiale. L'unica edizione del Gran Premio differente dalla tradizionale sede fu quella corsa all'Aerodromo di Zeltweg. Il Gran Premio non fu disputato tra il 1988 e il 1996 e tra il 2004 e il 2013, prima di tornare nel calendario della stagione a partire dall'edizione successiva. Il circuito del Red Bull Ring ha inoltre ospitato due edizioni del Gran Premio di Stiria nel 2020 e nel 2021, aggiunto al calendario per rimpiazzare altri Gran Premi precedentemente posticipati o annullati a causa delle problematiche dettate dalla pandemia di COVID-19.
Il Gran Premio d'Austria viene scelto, per la prima volta, come il secondo evento, su tre in programma per questo campionato, insieme al Gran Premio dell'Emilia-Romagna corso a inizio aprile e il Gran Premio di San Paolo in programma a novembre, penultima gara della stagione, dove il weekend di gara è caratterizzato dal format della Sprint, una gara di 100 km con scelta libera a livello di mescole di gomme e senza necessità di effettuare pit stop il cui risultato determina la griglia di partenza del Gran Premio. La Federazione, Liberty Media e i team prima dell'inizio del campionato raggiungono un accordo per aumentare il numero dei Gran Premi dove utilizzare il format della Qualifica Sprint, sperimentato nel 2021 nei Gran Premi di Gran Bretagna, Italia e San Paolo. Vengono proposti sei Gran Premi in totale, rispetto ai tre stabiliti nel campionato precedente. I Gran Premi scelti sono quelli di Bahrein, Emilia-Romagna, Canada, Austria, Olanda e San Paolo. Successivamente, dopo il veto dei top team alle sei prove, i quali chiedevano un incremento di spesa sul limite del budget cap, il promotore del campionato propone il dimezzamento delle gare precedentemente proposte, senza però trovare un accordo, il quale viene discusso nella F1 Commission di metà febbraio.
Il nome del format viene cambiato in Sprint e vengono ufficializzati tre Gran Premi dove esso prende luogo, quelli di Emilia-Romagna, Austria e San Paolo. Il sistema di punteggio da attribuire durante la Sprint, sempre valevole per le classifiche piloti e costruttori, viene modificato e comprende adesso i primi otto classificati, i quali nell'ordine ricevono 8, 7, 6, 5, 4, 3, 2 e 1 punto. Nel precedente sistema di punteggio solo i primi tre piloti classificati ottenevano punti, nell'ordine tre al primo, due al secondo e uno al terzo. Sempre a differenza del 2021, al vincitore della Sprint, che guadagna il diritto di partire dalla prima piazzola in gara, non è assegnata la pole position del Gran Premio, che quindi spetta al pilota più rapido in qualifica. Il weekend di gara di questo Gran Premio dove viene utilizzato il format della Sprint non varia rispetto al precedente campionato, prevedendo al primo pomeriggio di venerdì la prima sessione di prove libere, seguita dalle qualifiche che si disputano al tardi pomeriggio, cui stabiliscono la griglia di partenza della Sprint; al sabato mattina è prevista la seconda sessione di prove libere, seguita dalla Sprint al pomeriggio contraddistinta da una distanza di gara di 24 giri o massimo 60 minuti secondo regolamento, cui determina la griglia di partenza del Gran Premio; la gara è come di consueto programmata la domenica pomeriggio.
Nella riunione della F1 Commission tenutasi alla vigilia della gara viene stabilito che l'operatività della direttiva tecnica contro il saltellamento delle vetture in pieno rettilineo è stata spostata dal Gran Premio di Francia, in programma a fine a luglio, come stabilito prima del Gran Premio del Canada, al Gran Premio del Belgio, da disputarsi a fine agosto dopo la pausa estiva obbligatoria di tre settimane. Viene aumentato del 3,1% il budget cap per far fronte al problema dell'inflazione, mentre i test invernali si terranno sul tradizionale circuito di Manama, sede del Gran Premio del Bahrein, come nelle ultime stagioni, quattro giorni prima dell’inizio del prossimo campionato. Vengono discusse le power unit relative alla stagione 2026 ed è stato confermato che il pacchetto di regolamenti è prossimo alla finalizzazione. Sono state inoltre discusse diverse azioni per affrontare la questione nei regolamenti tecnici della prossima stagione.
Il pilota cinese dell'Alfa Romeo, Zhou Guanyu, e quello thailandese della Williams, Alexander Albon, vengono giudicati idonei a partecipare al Gran Premio da parte della Federazione. Durante il precedente Gran Premio di Gran Bretagna, caratterizzato al via da un incidente che ha coinvolto diversi piloti, e che ha portato alla sospensione momentanea del Gran Premio, le maggiori conseguenze sono state appannaggio dei due piloti. In particolare, la vettura del primo, tamponata dal britannico della Mercedes, George Russell, si è ribaltata andando dritto nella via di fuga, oltrepassando le barriere di protezione e fermandosi nella rete di recinzione, fortunatamente senza arrecare danni agli spettatori. Trasportati rispettivamente al centro medico del circuito e in ospedale per effettuare tutti i controlli di rito, entrambi i piloti sono stati rilasciati successivamente. Alexander Wurz, uno dei direttori dell’associazione piloti, chiede pubblicamente un confronto urgente con la Federazione sull'emergenza principale portata dalla dinamica dello schianto relativa al roll bar, la struttura anti ribaltamento presente su ogni monoposto, il quale è collassato.
La Formula 1 comunica la nascita di "The Official Exhibition", la prima mostra itinerante dedicata alla categoria. In visitatori possono osservare alcune delle monoposto che hanno fatto la storia, oltre ad assistere a filmati tratti dagli archivi cinematografici della Formula 1 che consentiranno di rivivere gli episodi più memorabili degli oltre 70 anni di vita della massima serie automobilistica. La scuderia austriaca Red Bull Racing precisa che il pilota estone di Formula 2, Jüri Vips, fa ancora parte del programma per giovani piloti. Vips è stato solo rimosso dal ruolo di terzo pilota all'interno della scuderia. Prima del precedente Gran Premio di Gran Bretagna, Vips era stato inizialmente sospeso dal team austriaco per via di alcune frasi razziste, venendo successivamente allontanato dalla squadra. Vips aveva debuttato in una sessione ufficiale di Formula 1 durante la prima sessione di prove libere nel corso del Gran Premio di Spagna, in sostituzione del messicano Sergio Pérez. La scuderia di Milton Keynes, in sostituzione di Vips, ha già promosso al ruolo di pilota di riserva per il 2023 il neozelandese di Formula 2 Liam Lawson. Il direttore sportivo della Ferrari, Laurent Mekies, torna regolarmente presente al muretto della scuderia dopo aver saltato il precedente Gran Premio di Gran Bretagna a causa della positività al SARS-CoV-2. Il pilota francese dell'Alpine, Esteban Ocon, disputa il centesimo Gran Premio in Formula 1, il settantacinquesimo pilota a raggiungere la tripla cifra nella storia della categoria. L'incontro tra i team principal delle scuderie viene riprogrammato, su approvazione dei commissari sportivi, alle 18:00 ora locale nella giornata del giovedì. La Formula 1 condanna duramente e in maniera ufficiale comportamenti inaccettabili di discriminazione, insieme alle offese da parte dei tifosi presenti sulle tribune nel corso del weekend di gara.
Per questo Gran Premio, come il precedente, la FIA designa il tedesco Niels Wittich quale direttore di gara. L'ex pilota di Formula 1 Enrique Bernoldi è nominato commissario aggiunto. Il brasiliano ha svolto in passato, in diverse occasioni, tale funzione, l'ultima al Gran Premio d'Australia. Inizialmente era stato designato l'ex pilota italiano della categoria Vitantonio Liuzzi, il quale fu commissario aggiuntivo l'ultima volta nel Gran Premio di Spagna. È la casa automobilistica inglese Aston Martin, come nella gara precedente, a fornire la safety car e la medical car.

## Prove

### Resoconto

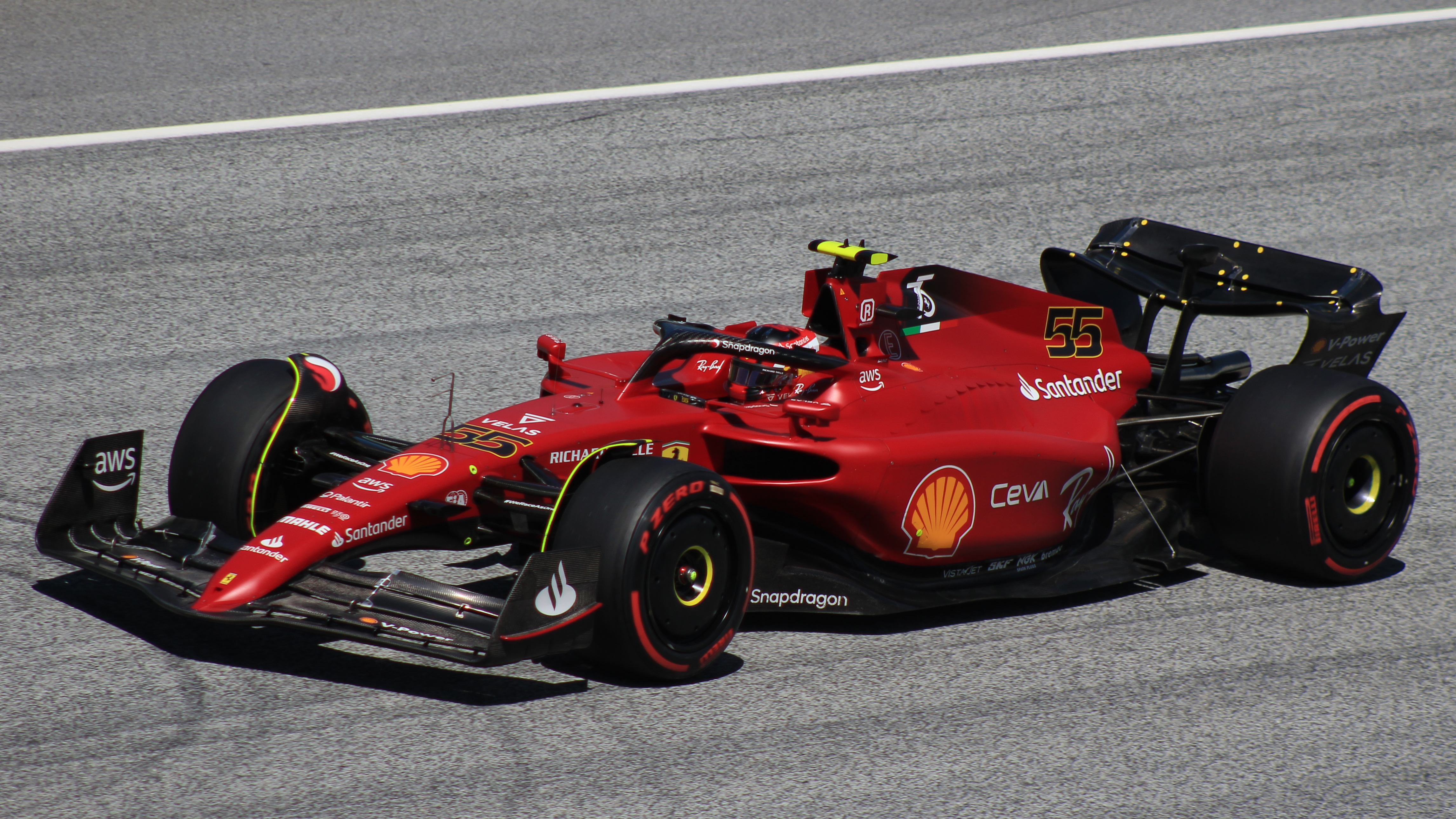
Carlos Sainz Jr., vincitore del precedente appuntamento di Silverstone, è il più veloce nelle prove libere del sabato mattina, pur con un tempo superiore a quello fatto siglare il giorno prima da Verstappen.

Max Verstappen ottiene la miglior prestazione, nelle prove libere del venerdì. L'olandese ha colto il tempo nelle prime fasi della sessione, per poi concentrarsi sulla simulazione di gara. Alle sue spalle, staccato di poco più di due decimi, si è classificato Charles Leclerc, mentre al terzo posto c'è George Russell. Le Mercedes, per ottenere il tempo, hanno bisogno di due giri di riscaldamento degli pneumatici. Si sono ben comportate le due Haas, che hanno chiuso col quinto e nono tempo, mentre si sono maggiormente dedicati allo studio delle condizioni della vettura in modalità di gara Lewis Hamilton e le due Alpine; quest'ultime non hanno nemmeno testato le gomme a mescola media. Le McLaren hanno sofferto problemi tecnici: Daniel Ricciardo si è visto limitato da un problema al Drag Reduction System, mentre Lando Norris è stato costretto ad abbandonare la sua vettura lungo la pista, cosa che ha costretto i commissari a bloccare anche la sessione, con bandiera rossa. Un'altra bandiera rossa è stata necessaria quando Valtteri Bottas, passando su un cordolo, ha asportato una parte della gomma, posizionata tra questo e la zona dipinta in verde, a bordo pista. I commissari hanno asportato la parte di gomma rimanente.
L'Alfa Romeo è stata multata di 1 000 euro dalla Federazione in quanto Valtteri Bottas ha superato il limite di velocità stabilito nella corsia dei box.
Prima dell'inizio della sessione di prove libere del sabato, sulla vettura di Lewis Hamilton viene sostituito il telaio, dopo l'incidente durante le qualifiche, mentre la terza scatola del cambio e la terza trasmissione vengono installate sulla vettura di George Russell, anch'egli protagonista di un incidente nella stessa sessione. Il pilota britannico della Mercedes non è penalizzato sulla griglia di partenza in quanto i nuovi componenti rientrano tra quelli utilizzabili nel numero massimo stabilito dal regolamento tecnico.
La sessione del sabato è stata utilizzata più per testare le vetture in assetto gara, in vista della Sprint del pomeriggio, che alla ricerca del tempo. Le due Ferrari si sono poste al comando della lista dei tempi, con Sainz Jr. che ha preceduto di pochi millesimi Leclerc. Le vetture italiane hanno utilizzato gomme soft, a differenza di Verstappen, terzo, che ha usato la mescola media. Al quarto e quinto posto si sono classificate le due Alpine, che hanno fatto meglio dell'altra Red Bull Racing, quella di Pérez. Hanno avuto più problemi le Mercedes, entrambe danneggiate nella sessione di qualifica ufficiale del venerdì. Russell ha perso i primi dieci minuti delle prove, mentre Hamilton è stato mandato in pista solo per la parte finale della stessa.
La Red Bull Racing è stata multata di 300 euro dalla Federazione in quanto Sergio Pérez ha superato il limite di velocità stabilito nella corsia dei box.

### Risultati
Nella sessione del venerdì si è avuta questa situazione:
| Pos | Nº | Pilota          | Costruttore          | Tempo    | Gap    | Giri |
| --- | -- | --------------- | -------------------- | -------- | ------ | ---- |
| 1   | 1  | Max Verstappen  | Red Bull Racing-RBPT | 1'06"302 |        | 34   |
| 2   | 16 | Charles Leclerc | Ferrari              | 1'06"557 | +0"255 | 32   |
| 3   | 63 | George Russell  | Mercedes             | 1'06"702 | +0"400 | 32   |

Nella sessione del sabato si è avuta questa situazione:
| Pos | Nº | Pilota           | Costruttore          | Tempo    | Gap    | Giri |
| --- | -- | ---------------- | -------------------- | -------- | ------ | ---- |
| 1   | 55 | Carlos Sainz Jr. | Ferrari              | 1'08"610 |        | 40   |
| 2   | 16 | Charles Leclerc  | Ferrari              | 1'08"660 | +0"050 | 43   |
| 3   | 1  | Max Verstappen   | Red Bull Racing-RBPT | 1'08"778 | +0"168 | 32   |

## Qualifiche

### Resoconto

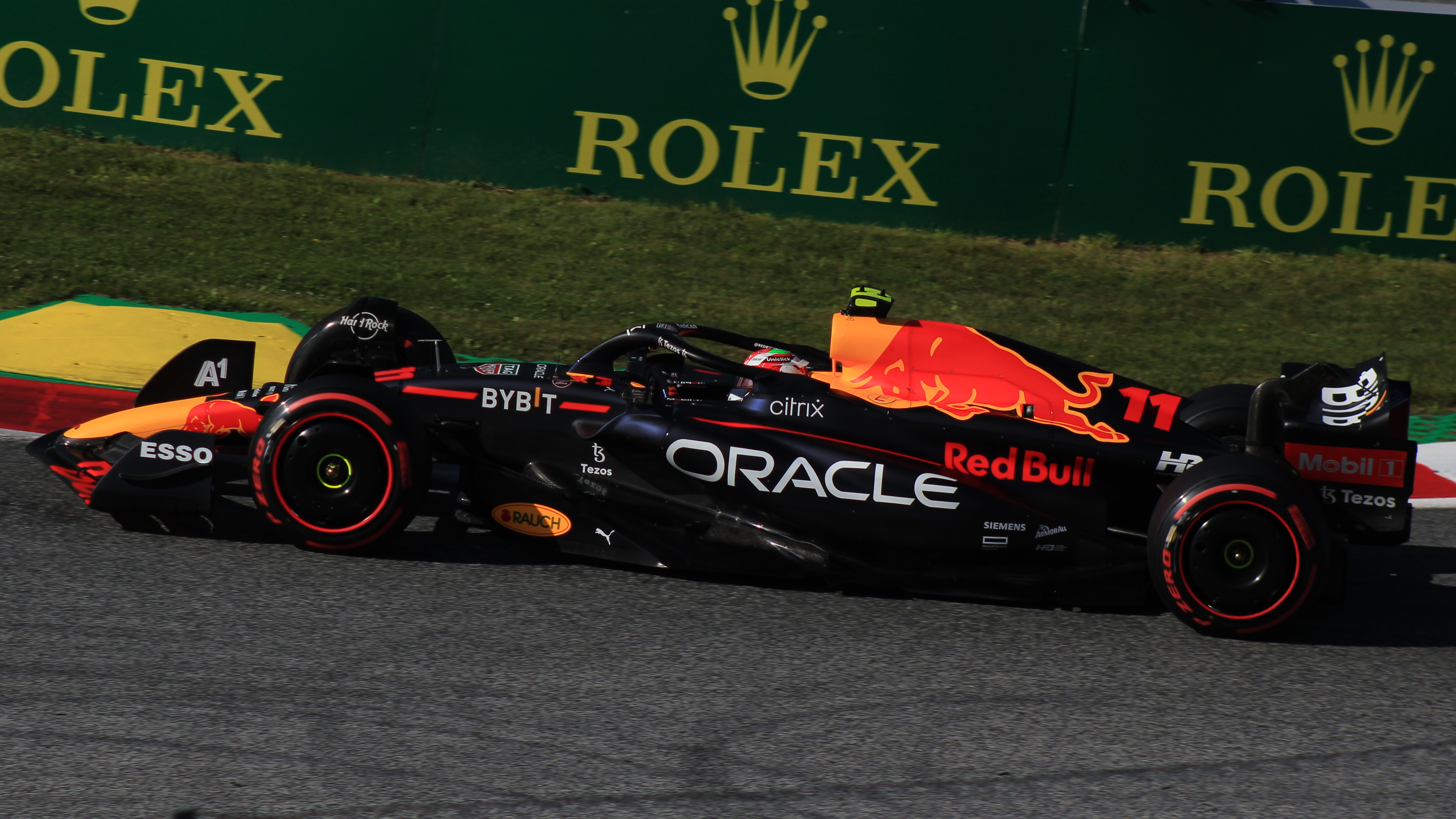
Al termine della sessione di qualifica, Sergio Pérez si vede retrocesso dal quarto al tredicesimo posto della griglia per avere violato i track limits durante la Q2.

Subito Charles Leclerc fissa il tempo di riferimento, in 1'06"762. Il tempo del monegasco viene battuto dall'altro ferrarista, Carlos Sainz Jr.. Lo spagnolo si vede, però, cancellato il suo rilievo cronometrico, per aver superato i limiti del tracciato, in curva 10. Sergio Pérez si avvicina al tempo di Leclerc, per 44 millesimi. La vetta della classifica vede diversi piloti alternarsi. Prima Alonso, poi il duo della Haas. In seguito sono di nuovo i due piloti della Ferrari che si riposizionano al primo posto. È il turno poi delle due Red Bull Racing: Pérez e, poco dopo, Max Verstappen, che ha atteso diversi minuti, prima di entrare in pista, per un problema con la visiera del casco, colgono la migliore prestazione. Anche il campione del mondo si vede cancellato il suo tempo, sempre per aver superato i limiti della pista.
Alonso risale secondo, poi Magnussen è quarto, con Mick Schumacher sesto. Risale quarto Russell, prima che Lewis Hamilton colga 1'06"079, il miglior tempo. Cinque scuderie portano i loro piloti nelle prime dieci posizioni, separati da soli tre decimi. Verstappen, finalmente, fa segnare un tempo valido, ed è anche il primo a scendere sotto il minuto e sei secondi: 1'05"852. Il tempo del pilota olandese è migliorato da Sainz Jr., a sua volta battuto da Leclerc. Vengono eliminati Daniel Ricciardo, Lance Stroll, Zhou Guanyu, Nicholas Latifi e Sebastian Vettel.
Anche nella seconda fase è Leclerc a far segnare subito un tempo (1'05"774), migliorato da Verstappen in 1'05"568. Anche Russell batte il monegasco, ma non il pilota della Red Bull. Chi fa meglio di tutti è Hamilton (1'05"538): l'ex campione del mondo riesce, anche, nel tentativo seguente, a migliorarsi. Sainz Jr. è quinto, mentre Norris commette un errore, che non gli permette di essere competitivo. Tra i non qualificati c'è anche Pérez, che ha visto cancellata la sua prestazione, sempre, come per tutti i suoi colleghi, per non aver rispettato i limiti della pista.  
Leclerc si riprende la miglior prestazione, mentre proseguono le difficoltà per Norris, che non è capace di chiudere un giro senza errori. Ocon sale sesto, davanti al compagno di scuderia, Alonso. Chi fa meglio delle Alpine è Kevin Magnussen, sesto, mentre risale tra i primi dieci Gasly, battuto, però, per pochi millesimi, da Pérez. Oltre al francese dell'AlphaTauri non accedono alla Q3 Alexander Albon, Bottas, Yuki Tsunoda e Norris. La direzione di corsa annuncia che la posizione di Pérez è sotto indagine, in quanto il messicano non avrebbe rispettato i limiti di pista, nel corso della sua migliore prestazione. L'indagine proseguirà, però, solo dopo la fine delle qualifiche. Il pilota della Red Bull può, perciò, partecipare alla Q3, in luogo di Gasly, primo degli esclusi.
Hamilton abortisce il suo primo tentativo rapido, che invece Leclerc chiude in 1'05"183. Alle spalle del ferrarista si piazza Russell, che viene battuto da Sainz Jr. Verstappen abbassa il limite a 1'05"092. Nel suo ulteriore giro rapido Hamilton esce di pista alla curva 7, andando a colpire le barriere. La direzione di gara interrompe la sessione con bandiere rosse, quando mancano poco più di cinque minuti, al termine della stessa. Quando la sessione riprende Russell esce all'ultima curva, finendo anche lui contro le barriere. La sessione viene nuovamente interrotta. In questo caso la Q3 viene rilanciata quando mancano due minuti e mezzo alla sua fine. Con l'ultimo tentativo a disposizione Leclerc è capace di battere Verstappen. Davanti all'olandese c'è anche Sainz Jr. L'olandese, in ritardo nei primi due settori, rispetto alle Ferrari, che, normalmente sarebbero più rapide nel terzo, riesce comunque a riportasi al comando.
Max Verstappen conquista la sedicesima pole position in carriera, la terza consecutiva sul circuito del Red Bull Ring, superando Leclerc nella classifica di tutti i tempi nella storia del mondiale. Il campione del mondo è stato nuovamente il pilota più rapido in qualifica nel weekend di gara caratterizzato dalla disputa della Sprint, dopo il Gran Premio dell'Emilia-Romagna. Verstappen, Leclerc e Sainz Jr. sono separati da 0"082, il distacco più vicino per la prima volta dal Gran Premio di Sakhir 2020 quando Bottas, Russell e proprio Verstappen furono separati da 0"056. Russell si qualifica nelle prime cinque posizioni solamente per la terza volta in stagione, nonostante aver concluso tra i primi cinque in nove Gran Premi del campionato. L'ultima volta che la Mercedes ha avuto un incidente con entrambe le vetture in qualifica o in gara nell'era turbo-ibrida iniziata nella stagione 2014 fu durante il primo giro del Gran Premio di Spagna 2016 quando Rosberg e Hamilton ebbero una collisione tra loro in fase di duello. Per Ocon la quinta posizione è il miglior risultato in qualifica per la prima volta dal Gran Premio d'Arabia Saudita, mentre per Albon, undicesimo, è il miglior risultato stagionale in qualifica. Bottas, dodicesimo, viene eliminato in Q2 per la quinta gara consecutiva. La quindicesima posizione di Norris e la sedicesima di Ricciardo rappresenta la peggiore prestazione combinata della McLaren nelle qualifiche di questa stagione. Il pilota australiano viene eliminato in Q1 per la prima volta dalla gara inaugurale del campionato in Bahrein. L'Aston Martin non riesce a qualificare entrambe le vetture al Q2 per la terza gara consecutiva.
Al termine delle qualifiche, Sergio Pérez e George Russell vengono convocati dai commissari sportivi. Il primo per essere uscito fuori dal tracciato senza una giustificabile ragione alla curva 8, durante la Q2, mentre il secondo per essere entrato in pista a piedi dopo l'incidente, durante la Q3. A Pérez viene cancellato il tempo più rapido registrato durante la Q2, insieme a tutti quelli registrati nel Q3. Il messicano, qualificatosi in quarta posizione, retrocede al tredicesimo posto. Russell riceve un avvertimento.
Sono stati cancellati 16 tempi dai commissari sportivi ai piloti per non aver rispettato i limiti della pista, durante le qualifiche. Si sono visti cancellare il tempo due volte Lance Stroll (una volta alla curva 10 e una volta alla curva 9) e Carlos Sainz Jr. (una volta alla curva 10 e una volta alla curva 1), una volta Nicholas Latifi (alla curva 10), Max Verstappen (alla curva 10), Kevin Magnussen (alla curva 10), Alexander Albon (alla curva 9), Sebastian Vettel (alla curva 1), George Russell (alla curva 1), Yuki Tsunoda (alla curva 10), Sergio Pérez (alla curva 9), Lando Norris (alla curva 7), Lewis Hamilton (alla curva 10), Fernando Alonso (alla curva 9) e Mick Schumacher (alla curva 10).

### Risultati
Nella sessione di qualifica si è avuta questa situazione:
| Pos                         | Nº | Pilota           | Costruttore                  | Q1       | Q2       | Q3          | Griglia |
| --------------------------- | -- | ---------------- | ---------------------------- | -------- | -------- | ----------- | ------- |
| 1                           | 1  | Max Verstappen   | Red Bull Racing-RBPT         | 1'05"852 | 1'05"374 | 1'04"984    | 1       |
| 2                           | 16 | Charles Leclerc  | Ferrari                      | 1'05"419 | 1'05"287 | 1'05"013    | 2       |
| 3                           | 55 | Carlos Sainz Jr. | Ferrari                      | 1'05"660 | 1'05"576 | 1'05"066    | 3       |
| 4                           | 63 | George Russell   | Mercedes                     | 1'06"235 | 1'05"697 | 1'05"431    | 4       |
| 5                           | 31 | Esteban Ocon     | Alpine-Renault               | 1'06"468 | 1'05"993 | 1'05"726    | 5       |
| 6                           | 20 | Kevin Magnussen  | Haas-Ferrari                 | 1'06"366 | 1'05"894 | 1'05"879    | 6       |
| 7                           | 47 | Mick Schumacher  | Haas-Ferrari                 | 1'06"405 | 1'06"151 | 1'06"011    | 7       |
| 8                           | 14 | Fernando Alonso  | Alpine-Renault               | 1'06"016 | 1'06"082 | 1'06"103    | 8       |
| 9                           | 44 | Lewis Hamilton   | Mercedes                     | 1'06"079 | 1'05"475 | 1'13"151    | 9       |
| 10                          | 10 | Pierre Gasly     | AlphaTauri-RBPT              | 1'06"589 | 1'06"160 | N.D.        | 10      |
| 11                          | 23 | Alexander Albon  | Williams-Mercedes            | 1'06"516 | 1'06"230 | N.D.        | 11      |
| 12                          | 77 | Valtteri Bottas  | Alfa Romeo-Ferrari           | 1'06"442 | 1'06"319 | N.D.        | 12      |
| 13                          | 11 | Sergio Pérez     | Red Bull Racing-RBPT         | 1'06"143 | 1'06"458 | senza tempo | 13      |
| 14                          | 22 | Yuki Tsunoda     | AlphaTauri-RBPT              | 1'06"463 | 1'06"851 | N.D.        | 14      |
| 15                          | 4  | Lando Norris     | McLaren-Mercedes             | 1'06"330 | 1'25"847 | N.D.        | 15      |
| 16                          | 3  | Daniel Ricciardo | McLaren-Mercedes             | 1'06"613 | N.D.     | N.D.        | 16      |
| 17                          | 18 | Lance Stroll     | Aston Martin Aramco-Mercedes | 1'06"847 | N.D.     | N.D.        | 17      |
| 18                          | 24 | Zhou Guanyu      | Alfa Romeo-Ferrari           | 1'06"901 | N.D.     | N.D.        | 18      |
| 19                          | 6  | Nicholas Latifi  | Williams-Mercedes            | 1'07"003 | N.D.     | N.D.        | 19      |
| 20                          | 5  | Sebastian Vettel | Aston Martin Aramco-Mercedes | 1'07"083 | N.D.     | N.D.        | 20      |
| Tempo limite 107%: 1'09"998 |    |                  |                              |          |          |             |         |

In grassetto sono indicate le migliori prestazioni in Q1, Q2 e Q3.

## Sprint

### Resoconto

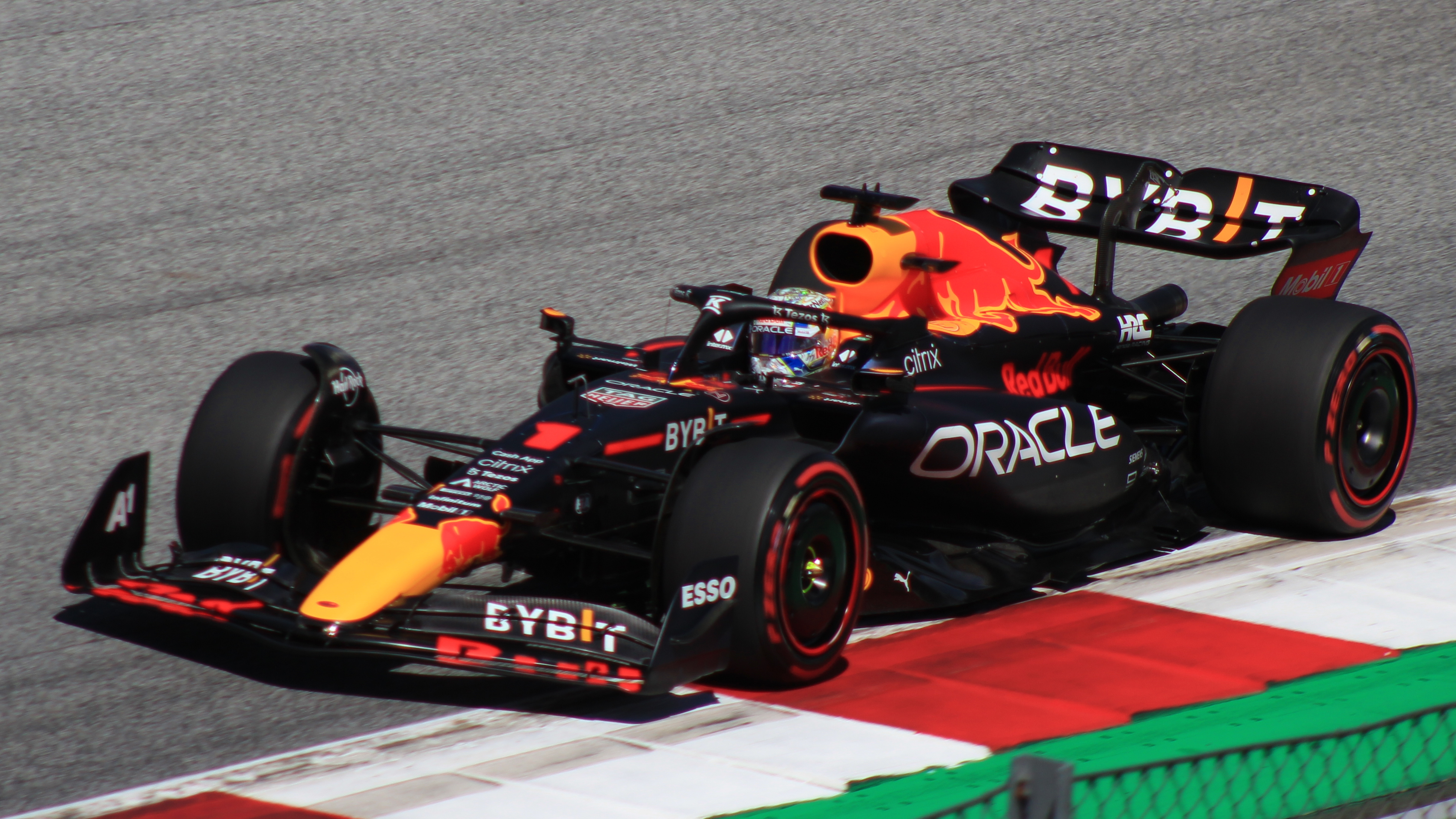
Dopo avere chiuso in testa le prove libere e le qualifiche, Max Verstappen si aggiudica anche la Sprint.

Ad eccezione dei piloti di Williams ed Aston Martin, che utilizzano gomme soft, tutti affrontano la Sprint con gomme a mescola media.
Al momento della partenza del giro di formazione, Fernando Alonso rimane sui cavalletti e con le termocoperte ancora montate. Il giro viene fatto completare, ma lo spagnolo viene riportato nella corsia dei box, dalla quale però non prenderà parte alla gara. Al termine del giro anche Zhou Guanyu accusa dei problemi tecnici, al motore. La direzione di gara decide per l'effettuazione di un nuovo giro di formazione, che comporta la riduzione della gara, sempre di un giro. Il cinese prende il via in ritardo, e dovrà affrontare la Sprint partendo dalla corsia dei box. La griglia di partenza presenta così due assenze, ma gli altri piloti rimangono nelle loro caselle già determinate dopo le qualifiche.
Al via Verstappen scatta bene e mantiene la prima posizione, venendo attaccato, alla prima curva, da Charles Leclerc, e alla terza curva da Carlos Sainz Jr., che nel frattempo ha passato il compagno di team. Sempre alla prima curva Pierre Gasly finisce in testacoda, dopo un contatto con Lewis Hamilton, ma può proseguire la gara. Leclerc si riprende la seconda posizione. Pérez, partito tredicesimo, alla fine del primo giro, è salito in ottava piazza. Sainz Jr. si avvicina a Leclerc, sembrando più veloce del suo compagno di team. Al quarto giro Lewis Hamilton prende la decima posizione a Alexander Albon, che viene attaccato anche da Lando Norris. Il thailandese subisce una penalizzazione di cinque secondi per aver forzato fuori pista il pilota della McLaren.
Al settimo giro Sainz Jr. prova a superare Leclerc, che si difende con successo. La battaglia fra le due Ferrari consente a Verstappen di ampliare il margine di vantaggio. Il giro successivo Hamilton passa anche Valtteri Bottas. Nei due giri seguenti Pérez continua la sua rimonta, passando le due Haas, raggiungendo la sesta posizione, alle spalle di Esteban Ocon. Il messicano sorpasserà il pilota dell'Alpine al dodicesimo giro. Hamilton inizia ad attaccare Mick Schumacher, che riesce a difendersi, sfruttando anche il DRS, grazie alla vicinanza col compagno di scuderia Magnussen. Dopo aver perso questo aiuto, gli attacchi di Hamilton si fanno più insistenti, tanto che il britannico passa davanti, al ventunesimo giro.
Max Verstappen si aggiudica la seconda Sprint della stagione davanti alle due Ferrari e George Russell, dopo quella disputata nel Gran Premio dell'Emilia-Romagna, ottenendo così 16 punti in totale validi per la classifica piloti nella giornata del sabato. Il campione del mondo, che ha guidato la Sprint dall'inizio alla fine, ha adesso condotto 165 giri consecutivi sul circuito del Red Bull Ring. L'olandese della Red Bull Racing parte in prima posizione per la terza gara consecutiva sul circuito austriaco. Le prime due file del Gran Premio sono le stesse di quelle delle qualifiche del giorno precedente. Russell ottiene la quarta posizione, la miglior posizione di partenza insieme a quella ottenuta nel Gran Premio di Spagna. L'Alpine ottiene i primi punti in assoluto durante una Sprint grazie alla sesta posizione di Ocon. Il pilota francese parte per la seconda volta in stagione nelle prime sei posizioni, dopo la partenza in quinta posizione nel Gran Premio d'Arabia Saudita. Per Magnussen la partenza in settima posizione è la migliore sul circuito del Red Bull Ring dal sesto posto ottenuto con la McLaren nell'edizione 2014 del Gran Premio. Hamilton parte ottavo, dopo essere partito in questa posizione in quattro occasioni durante la sua carriera, una delle quali durante l'edizione del 2018. Mick Schumacher ottiene la nona posizione, partendo tra i primi dieci per il quarto Gran Premio stagionale. Norris e Ricciardo, i quali partono rispettivamente in undicesima e dodicesima posizione, guadagnano quattro posizioni a testa con la Sprint rispetto alle posizioni ottenute in qualifica. Gasly è stato coinvolto in una collisione nel corso del primo giro per la seconda Sprint della stagione dopo quella disputata nel Gran Premio dell'Emilia-Romagna.
Al termine della Sprint, Sebastian Vettel viene convocato dai commissari sportivi per il comportamento tenuto durante la riunione dei piloti del giorno precedente. Il pilota tedesco dell'Aston Martin viene multato di 25 000 euro da parte della Federazione, con la sanzione sospesa per il resto della stagione. Mick Schumacher, Daniel Ricciardo, George Russell, Esteban Ocon, Sergio Pérez, Lance Stroll e lo nuovamente Vettel vengono convocati per aver ricevuto ricevuto comunicazioni radio vietate nel secondo giro di formazione. Tutti i piloti non ricevono sanzioni.
Sono stati cancellati 26 tempi dai commissari sportivi ai piloti per non aver rispettato i limiti della pista, durante la Sprint. Si sono visti cancellare il tempo tre volte Yuki Tsunoda (due volte alla curva 9 e una volta alla curva 1) e Pierre Gasly (due volte alla curva 9 e una volta alla curva 10), due volte Kevin Magnussen (una volta alla curva 10 e una volta alla curva 9), Carlos Sainz Jr. (entrambe le volte alla curva 9), Alexander Albon (entrambe le volte alla curva 9), Lewis Hamilton (entrambe le volte alla curva 9), Sergio Pérez (una volta alla curva 1 e una volta alla curva 9), Zhou Guanyu (entrambe le volte alla curva 1) e Daniel Ricciardo (una volta alla curva 9 e una volta alla curva 10), una volta Charles Leclerc (alla curva 9), Max Verstappen (alla curva 10), Lance Stroll (alla curva 10), Mick Schumacher (alla curva 10), Sebastian Vettel (alla curva 10) e Lando Norris (alla curva 10).

### Risultati
I risultati della Sprint sono i seguenti:
| Pos | Nº | Pilota           | Costruttore                  | Giri | Tempo/Ritiro       | Griglia | Punti | Griglia |
| --- | -- | ---------------- | ---------------------------- | ---- | ------------------ | ------- | ----- | ------- |
| 1   | 1  | Max Verstappen   | Red Bull Racing-RBPT         | 23   | 26'30"059          | 1       | 8     | 1       |
| 2   | 16 | Charles Leclerc  | Ferrari                      | 23   | +1"675             | 2       | 7     | 2       |
| 3   | 55 | Carlos Sainz Jr. | Ferrari                      | 23   | +5"644             | 3       | 6     | 3       |
| 4   | 63 | George Russell   | Mercedes                     | 23   | +13"429            | 4       | 5     | 4       |
| 5   | 11 | Sergio Pérez     | Red Bull Racing-RBPT         | 23   | +18"302            | 13      | 4     | 5       |
| 6   | 31 | Esteban Ocon     | Alpine-Renault               | 23   | +31"032            | 5       | 3     | 6       |
| 7   | 20 | Kevin Magnussen  | Haas-Ferrari                 | 23   | +34"539            | 6       | 2     | 7       |
| 8   | 44 | Lewis Hamilton   | Mercedes                     | 23   | +35"447            | 9       | 1     | 8       |
| 9   | 47 | Mick Schumacher  | Haas-Ferrari                 | 23   | +37"163            | 7       |       | 9       |
| 10  | 77 | Valtteri Bottas  | Alfa Romeo-Ferrari           | 23   | +37"557            | 12      |       | PL      |
| 11  | 4  | Lando Norris     | McLaren-Mercedes             | 23   | +38"580            | 15      |       | 10      |
| 12  | 3  | Daniel Ricciardo | McLaren-Mercedes             | 23   | +39"738            | 16      |       | 11      |
| 13  | 18 | Lance Stroll     | Aston Martin Aramco-Mercedes | 23   | +48"241            | 17      |       | 12      |
| 14  | 24 | Zhou Guanyu      | Alfa Romeo-Ferrari           | 23   | +50"753            | PL      |       | 13      |
| 15  | 10 | Pierre Gasly     | AlphaTauri-RBPT              | 23   | +52"125            | 10      |       | 14      |
| 16  | 23 | Alexander Albon  | Williams-Mercedes            | 23   | +52"412            | 11      |       | 15      |
| 17  | 22 | Yuki Tsunoda     | AlphaTauri-RBPT              | 23   | +54"556            | 14      |       | 16      |
| 18  | 6  | Nicholas Latifi  | Williams-Mercedes            | 23   | +1'08"694          | 19      |       | 17      |
| 19  | 5  | Sebastian Vettel | Aston Martin Aramco-Mercedes | 21   | Danni da incidente | 20      |       | 18      |
| NP  | 14 | Fernando Alonso  | Alpine-Renault               | 0    | Problema elettrico | –       |       | 19      |

## Gara

### Resoconto

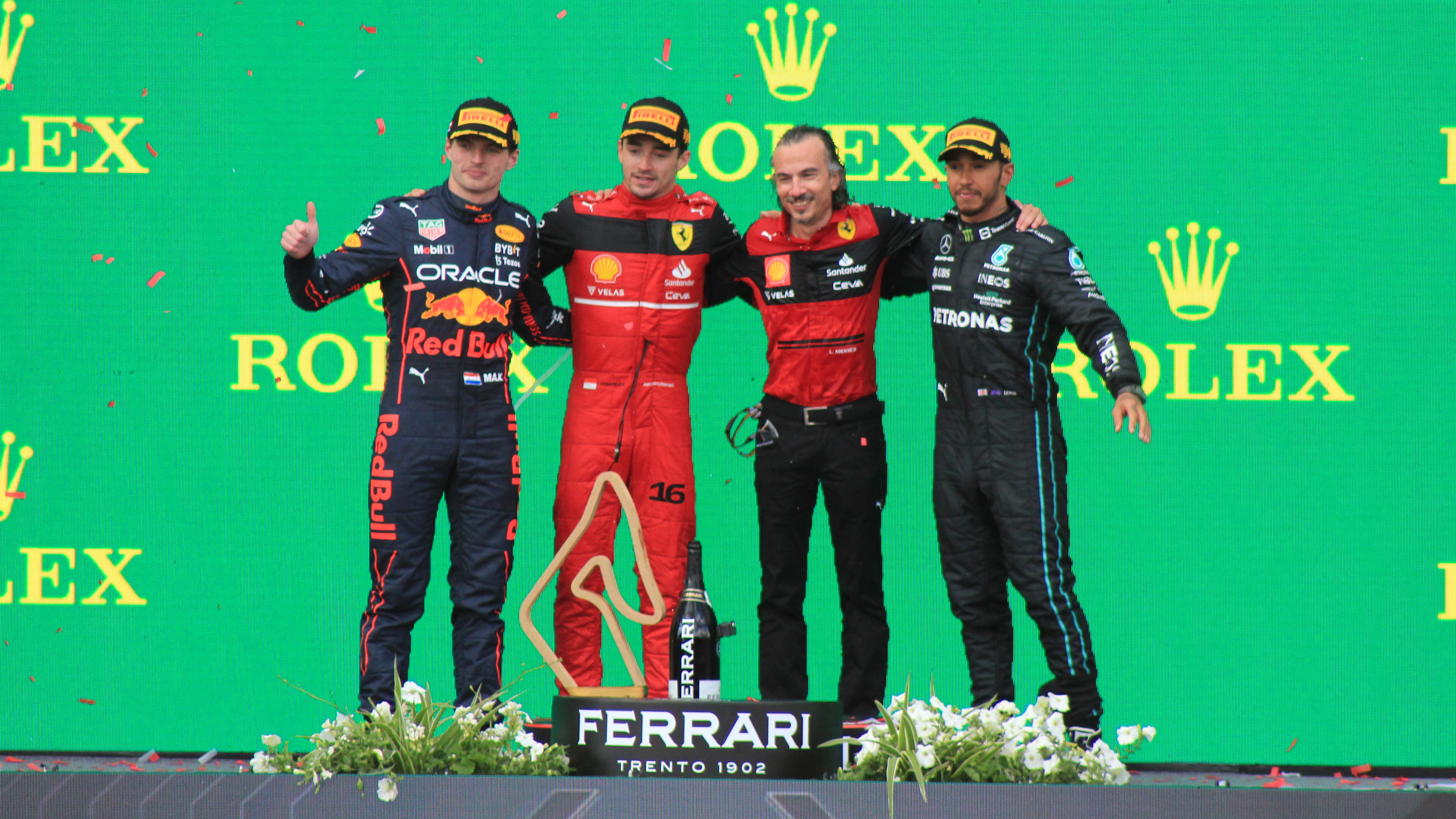
La cerimonia del podio; da sinistra: il secondo classificato Max Verstappen, il vincitore Charles Leclerc, il direttore sportivo ferrarista Laurent Mekies e il terzo classificato Lewis Hamilton.

Prima della gara, sulla vettura di Fernando Alonso viene installata la quinta unità relativa al motore a combustione interna, al turbocompressore e all'MGU-H, la quarta unità relativa al sistema di recupero dell'energia e all'unità di controllo elettronico, e la quinta unità relativa all'impianto di scarico. Sulla vettura di Valtteri Bottas viene installata la quinta unità relativa al turbocompressore e all'MGU-H. Il pilota spagnolo dell'Alpine è costretto a partire dal fondo dello schieramento in quanto i primi cinque nuovi componenti installati superano quelli utilizzabili nel numero massimo stabilito dal regolamento tecnico. La penalità non ha effetto pratico in quanto già costretto a partire dal fondo dello schieramento. Il pilota finlandese dell'Alfa Romeo è penalizzato di dieci posizioni sulla griglia di partenza in quanto i due nuovi componenti installati superano quelli utilizzabili nel numero massimo stabilito dal regolamento tecnico. La penalità non ha effetto pratico in quanto già costretto a partire dal fondo dello schieramento. Bottas parte dalla pit lane a causa della sostituzione dell'alettone posteriore.
Al via Max Verstappen resiste all'attacco di Charles Leclerc, mentre George Russell passa Carlos Sainz Jr.. Lo spagnolo si riprende presto la terza posizione, già alla terza curva. Poco dopo Russell va a contatto con Sergio Pérez, che va nella via di fuga della quarta curva. Il britannico viene penalizzato di cinque secondi, mentre il messicano va ai box, rovinando la sua gara definitivamente. Alle spalle di Russell si trovano Ocon, Magnussen, Hamilton e Schumacher. Al terzo giro Mick Schumacher approfitta di un errore di Hamilton, per passare il pilota della Mercedes. Leclerc si avvicina a Verstappen. Il monegasco tenta un primo attacco già al nono giro, ma deve attendere due giri per passare al comando. Il pilota della Red Bull Racing ha problemi con la tenuta delle gomme, tanto che, già al tredicesimo giro, va ai box, per montare gomme a mescola dura. Il campione del mondo rientra in gara alle spalle di Hamilton. Il britannico, dal suo canto, riesce in due giri a passare le due Haas di Schumacher e Magnussen. Le due vetture statunitensi si fermano per il cambio gomme, fra il quindicesimo e il sedicesimo giro.
Al diciottesimo giro Verstappen coglie il sorpasso su Hamilton, ponendosi terzo, alle spalle del duo della Ferrari. Dopo Hamilton, quarto, ci sono Lance Stroll, Yuki Tsunoda, Zhou Guanyu e Fernando Alonso. Ocon, che ha già cambiato le gomme, supera, al ventiduesimo giro, sia Alonso che Zhou. Ancora un giro e il francese ha la meglio anche su Tsunoda. Poco dopo anche Kevin Magnussen passa Alonso, ed entrambi superano Zhou. Il cinese dell'Alfa Romeo ripassa Alonso. Sul gruppo giunge Norris, che passa sia Alonso che Zhou. Tra il ventiseiesimo e ventisettesimo giro, con Verstappen che sta riducendo il distacco dalla vetta, entrambe le vetture della Ferrari effettuano la loro prima sosta. Prima Leclerc, che rientra alle spalle di Hamilton, poi Sainz Jr., montano gomme hard. Al ventottesimo passaggio c'è la sosta anche per Hamilton. Verstappen è tornato al comando del Gran Premio, davanti a Leclerc, Sainz Jr., Stroll e Ocon. Al trentesimo giro Ocon cede la posizione a Hamilton. Un giro prima anche Stroll, l'unico pilota che ancora non aveva effettuato soste, aveva cambiato gli pneumatici. Al trentaduesimo giro Verstappen, nuovamente in crisi con le gomme, viene ripassato da Leclerc, che torna al comando. L'olandese, prima di essere superato anche da Sainz Jr., effettua la sua seconda sosta, al trentaseiesimo giro. Nel frattempo la direzione di gara penalizza di cinque secondi Pierre Gasly, per aver superato i limiti del tracciato. Sono diversi i piloti che ricevono avvertimenti per questa infrazione. Alonso passa Tsunoda, tra la terza e quarta curva, ma si lamenta platealmente, col giapponese, per la sua difesa.
Dopo 37 giri comanda Leclerc con 6"4 su Sainz Jr., 25"3 su Verstappen, 31"8 Hamilton, 42"7 Ocon e 45"6 Schumacher, che ha superato il compagno di squadra Magnussen. Due giri dopo c'è un contatto tra Gasly e Vettel, col tedesco che esce alla quarta curva; il francese subisce una nuova penalizzazione di cinque secondi. Magnussen cede la settima posizione, al quarantunesimo giro, a Norris. Un giro dopo il danese passa al pit stop. Schumacher si ferma al quarantaseiesimo giro. Ciò permette a Russell si scalare settimo, alle spalle di Ocon. Sempre per aver superato i limiti, ricevono un avvertimento con bandiera bianca e nera sia Hamilton che Sainz Jr. Al quarantanovesimo giro Leclerc compie la sua seconda sosta ai box, dove gli vengono rimontate gomme a mescola dura. Il giro seguente tocca a Sainz Jr. Ora il duo della Ferrari è nuovamente alle spalle di Verstappen. Leclerc, in due giri, riprende il pilota della Red Bull, e lo sorpassa, per la terza volta, alla curva 3. Quando Sainz Jr. sta per avvicinarsi a Verstappen, subisce un guasto al motore, da dove si origina un incendio. Lo spagnolo porta la monoposto in zona di sicurezza, ma su un declivio. Il fuoco si propaga alla vettura, ma Sainz Jr. non riesce né a fermare la vettura, né a scendere dalla stessa. Grazie all'intervento dei commissari il fuoco viene spento. La direzione di gara determina la virtual safety car. Sia Leclerc che Verstappen decidono per la terza sosta. Entrambi optano per concludere la gara su gomme medie. Anche Alonso si ferma al cambio gomme. La gara del monegasco viene penalizzata da un problema all'acceleratore, che rimane aperto a bassa velocità. Questo consente a Verstappen di avvicinarsi. Al sessantunesimo giro Russell passa Ocon, per la quarta posizione. Il leader della corsa, che oltre al problema all'acceleratore sconta anche dei problemi in scalata delle marce, completa la gara davanti a Verstappen e Hamilton.

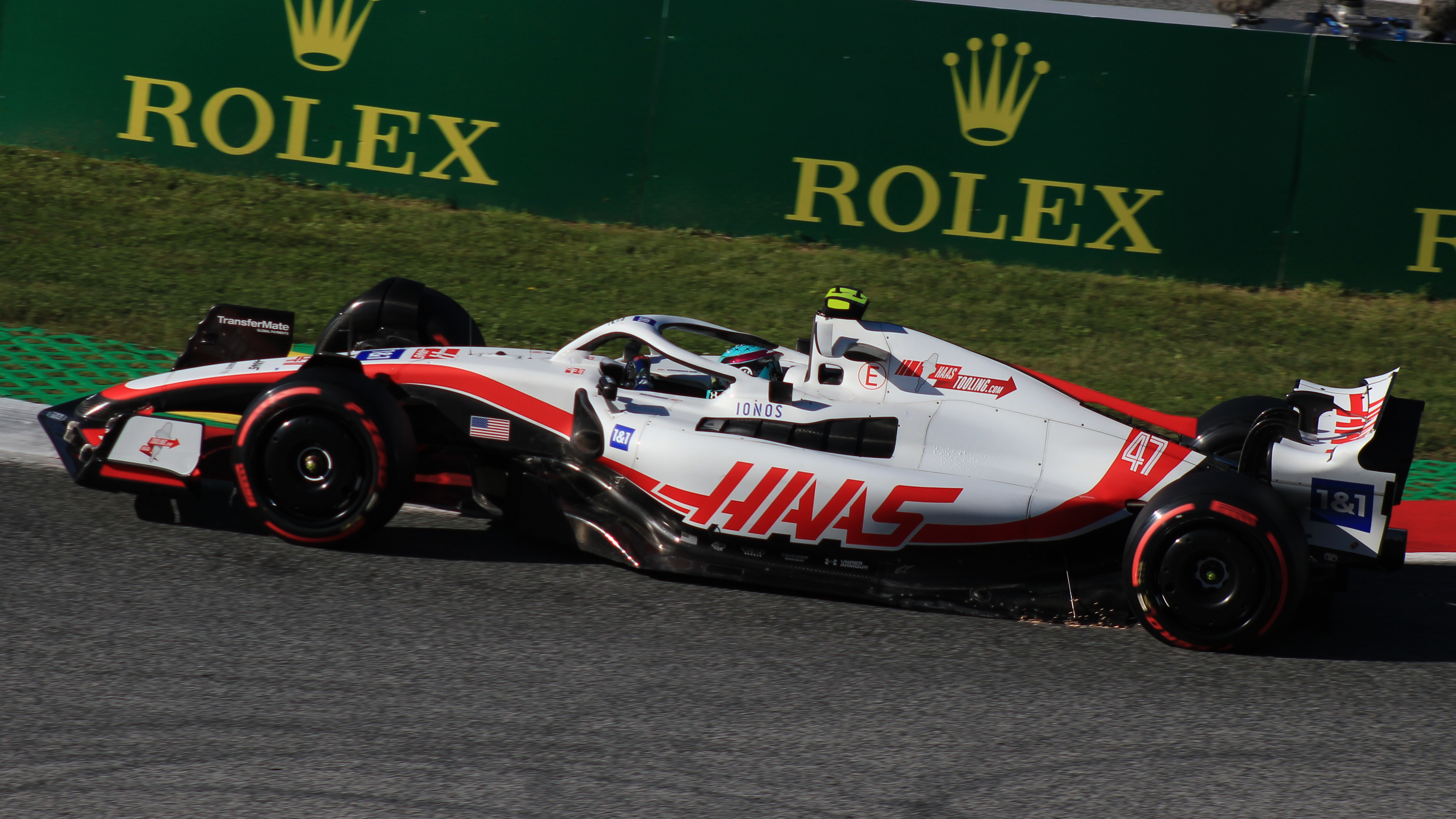
Mick Schumacher, sesto al traguardo, coglie il migliore risultato della carriera e va a punti per il secondo Gran Premio di fila: l'ultimo "Schumacher" a riuscirci era stato suo padre Michael diciannove anni prima.

Charles Leclerc vince il quinto Gran Premio in carriera, la terza vittoria stagionale, nella gara che segna il giro di boa della stagione con undici gare completate su 22, per la prima volta dal Gran Premio d'Australia. Il pilota monegasco, che non aveva terminato a podio nelle ultime cinque gare stagionali, vince per la prima volta una gara senza partire dalla pole position. Leclerc, che supera il leader del campionato Verstappen per tre volte in gara e Pérez in classifica piloti inserendosi al secondo posto, aveva ottenuto quattro vittorie in carriera nelle sue 90 precedenti partecipazioni. Per la Ferrari è il secondo successo consecutivo in stagione, dopo la vittoria di Sainz Jr. nel precedente Gran Premio di Gran Bretagna. La scuderia di Maranello torna a vincere il Gran Premio d'Austria per la prima volta dall'edizione 2003 dove a trionfare fu Michael Schumacher. Il costruttore italiano diviene il team di maggior successo nel Gran Premio d'Austria con sette affermazioni, senza considerare la vittoria nel 1965, prova non valida per il mondiale, staccando la McLaren ferma a sei vittorie. Verstappen, secondo, non aveva terminato in questa posizione durante la stagione. Il pilota olandese termina una striscia di 153 giri consecutivi condotti sul circuito del Red Bull Ring, la nona striscia più lunga su qualsiasi circuito nella storia della categoria. Il campione del mondo, a podio nella sua centoventinovesima gara con la Red Bull Racing, eguaglia il record stabilito da Mark Webber. Per Verstappen è il sessantottesimo podio nella categoria, eguagliando Rubens Barrichello all'ottavo posto nella classifica di tutti i tempi. Hamilton, terzo, e l'unico pilota del campionato a terminare ogni Gran Premio, conquista il podio per la terza gara consecutiva. Il pilota britannico della Mercedes ha terminato solo una volta fuori dalle prime cinque posizioni in undici corse disputate sul circuito austriaco. Con il quarto posto di Russell, la scuderia tedesca, che ottiene sette terzi posti in campionato, termina in terza e quarta posizione per la quinta volta in stagione, senza concludere nei primi due posti in nessuna gara. Grazie al quinto posto di Ocon, al miglior risultato in stagione, l'Alpine ottiene punti nelle prime cinque posizioni per la seconda gara consecutiva, dopo non aver ottenuto punti nei primi cinque nei primi nove Gran Premi della stagione. Per Ocon è stato il centesimo Gran Premio in Formula 1, il settantacinquesimo pilota a raggiungere la tripla cifra nella storia della categoria, e la cinquantesima gara con la scuderia di Enstone. La sesta posizione di Mick Schumacher è il miglior risultato in carriera per il pilota tedesco, mentre per la Haas si è trattato della terza volta a concludere nelle prime sei posizioni sul circuito del Red Bull Ring. Dopo nove anni uno Schumacher ottiene punti per due Gran Premi consecutivi dal settimo e sesto posto di Michael Schumacher rispettivamente nei Gran Premi del Belgio e d'Italia nel 2012. Con Kevin Magnussen in ottava posizione, la scuderia statunitense ottiene punti con entrambe le vetture per la seconda gara consecutiva per la prima volta dalle ultime due gare della stagione 2018. Per Norris il settimo posto è stato il peggior risultato ottenuto sul circuito austriaco in sei Gran Premi disputati, mentre Ricciardo, nono, ottiene punti solamente per il terzo Gran Premio dell'anno, dopo aver preso punti anche nella Sprint disputata nel Gran Premio dell'Emilia-Romagna. Alonso, decimo, e partito ultimo, ottiene punti per la sesta gara consecutiva, mentre Bottas, undicesimo, termina una striscia di cinque podi consecutivi ottenuti sul circuito del Red Bull Ring. Per Sainz Jr. si è trattato del quarto ritiro stagionale, mentre Pérez è ritirato per la seconda volta nelle ultime tre gare. Il pilota messicano termina la striscia record di aver terminato ogni Gran Premio d'Austria a cui ha partecipato.
Sono stati cancellati 43 tempi dai commissari sportivi ai piloti per non aver rispettato i limiti della pista, durante la gara. Si sono visti cancellare il tempo quattro volte Pierre Gasly (una volta alla curva 9, due volte alla curva 10 e una volta alla curva 1), Lando Norris (due volte alla curva 10, una volta alla curva 1 e una volta alla curva 9), Zhou Guanyu (due volte alla curva 10, una volta alla curva 1 e una volta alla curva 9) e Sebastian Vettel (tre volte alla curva 10 e una volta alla curva 9), tre volte Lewis Hamilton (una volta alla curva 1 e due volte alla curva 10), Carlos Sainz Jr. (una volta alla curva 9, una volta alla curva 10 e una volta alla curva 1), Mick Schumacher (una volta alla curva 9, una volta alla curva 10 e una volta alla curva 1) e Lance Stroll (due volte alla curva 10 e una volta alla curva 9), due volte Charles Leclerc (entrambe le volte alla curva 10), Nicholas Latifi (una volta alla curva 9 e una volta alla curva 1), Max Verstappen (una volta alla curva 9 e una volta alla curva 10), Yuki Tsunoda (una volta alla curva 10 e una volta alla curva 1), Daniel Ricciardo (una volta alla curva 10 e una volta alla curva 9), Alexander Albon (una volta alla curva 10 e una volta alla curva 9) e Kevin Magnussen (una volta alla curva 9 e una volta alla curva 10), una volta Sergio Pérez (alla curva 10).

### Risultati
I risultati del Gran Premio sono i seguenti:
| Pos | Nº | Pilota           | Costruttore                  | Giri | Tempo/Ritiro       | Griglia | Punti |
| --- | -- | ---------------- | ---------------------------- | ---- | ------------------ | ------- | ----- |
| 1   | 16 | Charles Leclerc  | Ferrari                      | 71   | 1h24'24"312        | 2       | 25    |
| 2   | 1  | Max Verstappen   | Red Bull Racing-RBPT         | 71   | +1"532             | 1       | 19    |
| 3   | 44 | Lewis Hamilton   | Mercedes                     | 71   | +41"217            | 8       | 15    |
| 4   | 63 | George Russell   | Mercedes                     | 71   | +58"972            | 4       | 12    |
| 5   | 31 | Esteban Ocon     | Alpine-Renault               | 71   | +1'08"436          | 6       | 10    |
| 6   | 47 | Mick Schumacher  | Haas-Ferrari                 | 70   | +1 giro            | 9       | 8     |
| 7   | 4  | Lando Norris     | McLaren-Mercedes             | 70   | +1 giro            | 10      | 6     |
| 8   | 20 | Kevin Magnussen  | Haas-Ferrari                 | 70   | +1 giro            | 7       | 4     |
| 9   | 3  | Daniel Ricciardo | McLaren-Mercedes             | 70   | +1 giro            | 11      | 2     |
| 10  | 14 | Fernando Alonso  | Alpine-Renault               | 70   | +1 giro            | 19      | 1     |
| 11  | 77 | Valtteri Bottas  | Alfa Romeo-Ferrari           | 70   | +1 giro            | PL      |       |
| 12  | 23 | Alexander Albon  | Williams-Mercedes            | 70   | +1 giro            | 15      |       |
| 13  | 18 | Lance Stroll     | Aston Martin Aramco-Mercedes | 70   | +1 giro            | 12      |       |
| 14  | 24 | Zhou Guanyu      | Alfa Romeo-Ferrari           | 70   | +1 giro            | 13      |       |
| 15  | 10 | Pierre Gasly     | AlphaTauri-RBPT              | 70   | +1 giro            | 14      |       |
| 16  | 22 | Yuki Tsunoda     | AlphaTauri-RBPT              | 70   | +1 giro            | 16      |       |
| 17  | 5  | Sebastian Vettel | Aston Martin Aramco-Mercedes | 70   | +1 giro            | 18      |       |
| Rit | 55 | Carlos Sainz Jr. | Ferrari                      | 56   | Motore             | 3       |       |
| Rit | 6  | Nicholas Latifi  | Williams-Mercedes            | 48   | Sottoscocca        | 17      |       |
| Rit | 11 | Sergio Pérez     | Red Bull Racing-RBPT         | 24   | Danni da incidente | 5       |       |

Max Verstappen riceve un punto addizionale per aver segnato il giro più veloce della gara.

## Classifiche mondiali

### Piloti
| Pos | Pilota           | Punti |
| --- | ---------------- | ----- |
| 1   | Max Verstappen   | 208   |
| 2   | Charles Leclerc  | 170   |
| 3   | Sergio Pérez     | 151   |
| 4   | Carlos Sainz Jr. | 133   |
| 5   | George Russell   | 128   |
| 6   | Lewis Hamilton   | 109   |
| 7   | Lando Norris     | 64    |
| 8   | Esteban Ocon     | 52    |
| 9   | Valtteri Bottas  | 46    |
| 10  | Fernando Alonso  | 29    |
| 11  | Kevin Magnussen  | 22    |
| 12  | Daniel Ricciardo | 17    |
| 13  | Pierre Gasly     | 16    |
| 14  | Sebastian Vettel | 15    |
| 15  | Mick Schumacher  | 12    |
| 16  | Yuki Tsunoda     | 11    |
| 17  | Zhou Guanyu      | 5     |
| 18  | Alexander Albon  | 3     |
| 19  | Lance Stroll     | 3     |

### Costruttori
| Pos | Costruttore                  | Punti |
| --- | ---------------------------- | ----- |
| 1   | Red Bull Racing-RBPT         | 359   |
| 2   | Ferrari                      | 303   |
| 3   | Mercedes                     | 237   |
| 4   | McLaren-Mercedes             | 81    |
| 5   | Alpine-Renault               | 81    |
| 6   | Alfa Romeo-Ferrari           | 51    |
| 7   | Haas-Ferrari                 | 34    |
| 8   | AlphaTauri-RBPT              | 27    |
| 9   | Aston Martin Aramco-Mercedes | 18    |
| 10  | Williams-Mercedes            | 3     |

## Decisioni della FIA
Al termine della gara, Fernando Alonso viene convocato dai commissari sportivi per una situazione di pericolo in pit lane al termine di una sosta. Il pilota spagnolo dell'Alpine non riceve sanzioni. Charles Leclerc, Max Verstappen e Lewis Hamilton vengono convocati per il mancato rispetto delle procedure del parco chiuso al termine della gara. I tre piloti vengono multati di 10 000 euro a testa da parte della Federazione, con la sanzione sospesa per il resto della stagione.